# Wojciech Dembiński
Wojciech (Albrycht) Dembiński (Dębieński) herbu Rawicz (zm. 8 czerwca 1720 w Krakowie) – chorąży zatorsko-oświęcimski w latach 1694–1720, sędzia skarbowy ziemi przemyskiej w 1699 roku.
Deputat księstwa zatorskiego do rady stanu rycerskiego rokoszu łowickiego w 1697 roku. W 1704 roku jako deputat podpisał pacta conventa Stanisława Leszczyńskiego.
Pochowany w klasztorze kapucynów w Krakowie.